# 5 Star Grave
A 5 Star Grave olasz metalegyüttes.

## Története
2005-ben alakult, Thierry Bartone és Gabriele Lingua alapításával. Allesandro Blengino, Hervé de Zulian, Claudio Ravinale és Andrea Minolfi csatlakozott a zenekarhoz. Eredetileg "Ground Zero" volt a nevük, ezen a néven egy demót jelentettek meg. 2007-ben 5 Star Grave-re változtatták a nevüket. E név alatt három nagylemezt és egy kislemezt jelentettek meg. Az együttes melodikus death metalt játszik, szövegeik témái a horror és a pornó. Zenéjükben azonban több műfaj is hallható, például a punk, glam rock, a nyolcvanas évek rockzenéje és a "horrorcore". Jelenleg a "Sliptrick Records" kiadóhoz vannak leszerződve.

## Tagok
- Andrea Minolfi – basszusgitár, ének
- Domenico Fazzari – dob
- Thierry Bertone – gitár
- Alessandro Blengino – gitár
- Hervé de Zulian – billentyűk
- Claudio Ravinale – ének

## Diszkográfia
- The Zero Hour (Ground Zero néven, demó, 2006)
- Corpse Breed Syndrome (2008)
- Pet Sematary (kislemez, 2010)
- Drugstore Hell (2012)
- The Red Room (2017)